# Kenzō Okuzaki
Kenzō Okuzaki (jp: 奥崎謙三; Akashi, 1º febbraio 1920 – Kōbe, 16 giugno 2005) è stato un militare, scrittore, attore e anarchico giapponese.
È conosciuto per esser legato a due episodi di scherno all'Imperatore Hirohito nel 1969 ed aver recitato nel film documentario "The Emperor's Naked Army Marches On" (jp: "Yukiyukite, Shingun"). Si faceva chiamare "Il Soldato Imparziale dell'Armata Divina".